# Malik Couturier
Malik Couturier (* 21. Januar 1982 in Jonzac) ist ein französischer ehemaliger Fußballspieler.

## Karriere
Couturier wurde 1997 mit 15 Jahren in die Jugendabteilung des Profiklubs Chamois Niort aufgenommen und rückte dort 2003 mit 21 Jahren in die Zweitligamannschaft des Vereins auf; sein Profidebüt gelang ihm, als er beim 0:0 gegen den SC Amiens am 23. August 2003 über die vollen 90 Minuten auflief. Dem folgten in seiner ersten Saison in der Mannschaft gelegentliche Einsätze, bevor er im zweiten Jahr den Durchbruch als Stammspieler in der Hintermannschaft schaffte. Zwar musste er 2005 den Abstieg in die Drittklassigkeit hinnehmen, doch folgte dem 2006 der direkte Wiederaufstieg. Der Spieler blieb danach fester Bestandteil des Teams, kehrte Niort jedoch 2008 den Rücken, nachdem das Team ein weiteres Mal abgestiegen war.
Der Profi verblieb hingegen in der zweiten Liga, da er beim SCO Angers unterschrieb, wo man in den darauffolgenden Jahren ebenfalls auf ihn setzte. Er erreichte mit Angers fünf Mal den Ligaverbleib, bevor er 2013 im Ligakonkurrenten Stade Laval einen neuen Arbeitgeber fand. Nach vier Spielzeiten und 102 Pflichtspieleinsätzen für den Verein beendete er seine Laufbahn.